# Xã Blue Valley, Quận Pottawatomie, Kansas
Xã Blue Valley (tiếng Anh: Blue Valley Township) là một xã thuộc quận Pottawatomie, tiểu bang Kansas, Hoa Kỳ. Năm 2010, dân số của xã này là 343 người.